# Otto Reinhold Jacobi
Pour les articles homonymes, voir Jacobi.
Otto Reinhold Jacobi, né le 27 février 1812 à Königsberg (Province de Prusse-Orientale), mort le 8 février 1901 à Ardoch (Dakota du Nord), est un peintre prusso-canadien.
Associé à l'École de peinture de Düsseldorf où il a étudié avec Johann Wilhelm Schirmer, il devient en 1837 peintre de cour pour la duchesse de Nassau à Wiesbaden en Allemagne. Jouissant d'un certain succès, il décide d'émigrer au Canada après avoir reçu une commande pour peindre les chutes de Shawinigan. Il s'installe ensuite à Montréal où il vit durant dix ans. Il peint un grand nombre de tableaux représentant des paysages de chutes et de forêts.
Jacobi déménage ensuite à Philadelphie puis à Toronto à l'invitation de l'Ontario Society of Artists en 1876. Il enseigne à l'Université de l'École d'art et de design de l'Ontario. Il est régulièrement exposé à l'Art Association of Montreal ainsi qu'à l'Académie royale des arts du Canada dont il sera président en 1890.

## Œuvres

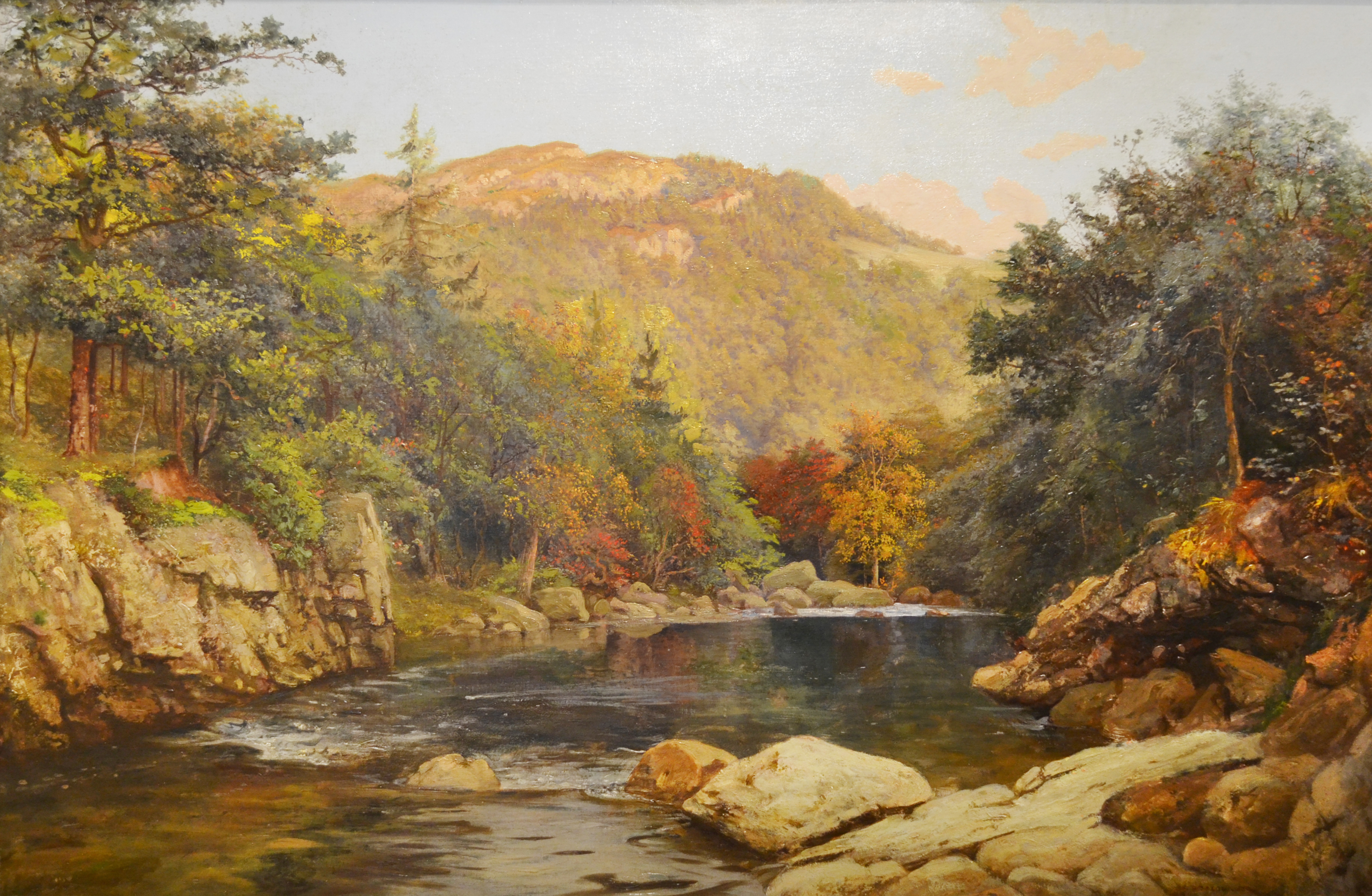
Automne canadien (1870), exposée au musée des beaux-arts de Montréal
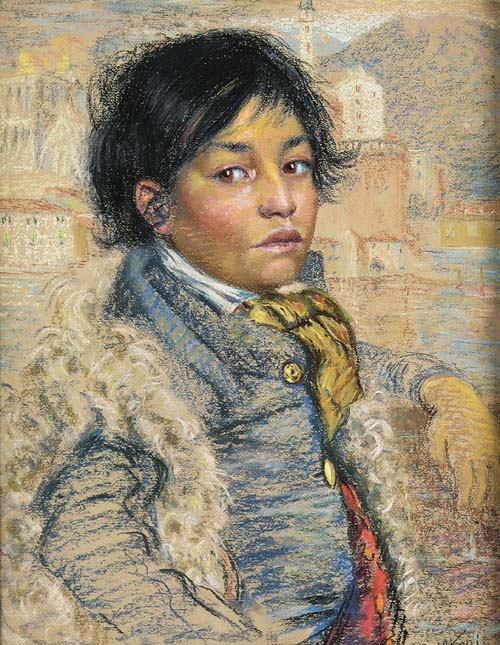
Garçon autochtone

## Musées et collections publiques
- Agnes Etherington Art Centre
- Art Gallery of Alberta
- Art Gallery of Greater Victoria
- Art Gallery of Nova Scotia
- Confederation Centre Art Gallery & Museum
- Galerie d'art Beaverbrook
- Galerie Leonard & Bina Ellen, Université Concordia
- Musée d'art de Joliette[2]
- Musée de la civilisation, collection du Séminaire de Québec[3]
- Musée des beaux-arts de l'Ontario
- Musée des beaux-arts de Montréal
- Musée McCord
- Musée national des beaux-arts du Québec[4]
- Tom Thomson Memorial Art Gallery
- Vancouver Art Gallery
- Winnipeg Art Gallery